# درابة أقصى الشمال
درابة أقصى الشمال (الاسم العلمي: Draba hyperborea) هي نوع من النباتات تتبع جنس الدرابة من الفصيلة الكرنبية.